# Moushkapat
Moushkapat est un village d'Azerbaïdjan situé dans le raion de Khojavend. Elle compte 351 habitants en 2005.